# No Grave But the Sea
No Grave But the Sea – piąty album szkockiej grupy folk/power metalowej Alestorm, wydany przez wytwórnię Napalm Records. Album został opublikowany 26 maja 2017.

## Lista utworów
| Nr  | Tytuł utworu              | Słowa                | Muzyka                           | Długość |
| --- | ------------------------- | -------------------- | -------------------------------- | ------- |
| 1.  | „No Grave But the Sea”    | Christopher Bowes    | Christopher Bowes                | 3:30    |
| 2.  | „Mexico”                  | Bowes                | Bowes                            | 3:10    |
| 3.  | „To the End of the World” | Bowes, Elliot Vernon | Elliot Vernon, Bowes, Máté Bodor | 6:43    |
| 4.  | „Alestorm”                | Bowes                | Bowes, Vernon                    | 3:56    |
| 5.  | „Bar ünd Imbiss”          | Bowes                | Bowes, Bodor                     | 4:11    |
| 6.  | „Fucked with an Anchor”   | Bowes                | Bowes, Bodor                     | 3:27    |
| 7.  | „Pegleg Potion”           | Bowes                | Vernon                           | 3:54    |
| 8.  | „Man the Pumps”           | Bowes                | Bowes, Vernon                    | 5:51    |
| 9.  | „Rage of the Pentahook”   | Bowes                | Vernon                           | 3:07    |
| 10. | „Treasure Island”         | Bowes                | Bowes, Bodor                     | 7:48    |
|     |                           |                      |                                  | 45:37   |